# Марія Тереза Савойська (1756—1805)
Марія Тереза Савойська (фр. Marie Thérèse de Sardaigne, італ. Maria Teresa di Savoia; 31 січня 1756, Турин, Сардинське королівство — 2 червня 1805, Грац) — принцеса Сардинська і П'ємонтська, дружина Шарля де Бурбона, графа де Артуа, наймолодшого онука короля Франції Людовіка XV, який через 19 років після її смерті став королем Франції Карлом X в 1824 році.

## Біографія
Марія Тереза Савойська була п'ятою дитиною та третьою дочкою короля Сардинії Віктора Амадея III та його дружини королеви Марії Антонії Бурбонської, інфанти Іспанської. Її бабусею та дідусем по батьківській лінії були король Сардинії Карл Еммануїл III та його дружина Поліксена Крістіна Гессен-Роттенбурзька. Поліксена була дочкою Ернста Леопольда, ландграфа Гессен-Роттенбурзького. Її бабусею та дідусем по материнській лінії були король Іспанії Філіп V та його друга дружина Єлизавета Фарнезе.
16 листопада 1773 року Марія Тереза вийшла заміж за Шарля де Бурбона, графа де Артуа; її сестра, Марія-Жозефіна, вийшла заміж за його брата, Луї-Станісласа, графа Прованського, двома роками раніше. Шарлю д'Артуа спочатку було призначено одружитися з принцесою Конде, і він був емоційно і духовно ближче до своєї іншої невістки, Марії Антуанетти Австрійської; його шлюб із Марією-Терезою не зумів зацікавити ні наречену, ні нареченого. Вона була однією з найбільш  непопулярних фігур при французькому дворі в цей час, хоча й уникла найгірших нападок і наклепів, спрямованих на Марію Антуанетту. Граф та графиня д'Артуа після народження дітей фактично не жили одне з одним.
У Марії Терези Савойської та графа д'Артуа було четверо дітей, остання пряма лінія старшої гілки Бурбонів.
Графиня де Артуа втекла з Франції разом зі своїм чоловіком у 1789 році, після початку Французької Революції. Померла у вигнанні у Граці у 1805 році. Оскільки вона померла, перш ніж її чоловік став королем Франції під ім'ям Карл X, вона не стала королевою і була похована під ім'ям графині д'Артуа в Імператорському мавзолеї поряд із собором Граца.

## Родина
Чоловік — Шарль де Бурбон, граф де Артуа
Діти:
- Людовік (1775—1844) — герцог Ангулемський;
- Софія (1776—1783);
- Шарль-Фердінанд (1778—1820) — герцог Беррійський;
- Марія-Тереза (1783).